# Xystrocera alcyonea
Xystrocera alcyonea é uma espécie de coleóptero da tribo Xystrocerini (Cerambycinae); com distribuição em Bornéu e Malásia.

## Descrição
Comprimento total de 18 mm. Corpo glabro, com tegumento verde à azul metálico. Cabeça com pontuações oblongas entre os olhos, os intervalos com finas ondulações verticais; vértice com densas pontuações, as linhas de intervenção se tornando bastante oblíqua em direção ao sulco mediano. Antenas azuis escuras, de 11 artículos; nos machos cerca de um terço mais compridas que o corpo, enquanto que nas fêmeas apenas um pouco mais compridas que o corpo. Protórax mais largo do que longo, marcado com uma linha transversal, impressionado anteriormente, suturas nas laterais dão lugar a uma depressão em forma de "V". Escutelo triangular. Élitros menos brilhantes do que o protórax, cobertos por pequenos furos aglomerados, dividido por linhas transversais curtas, ápices um pouco arrendondadas. Face ventral verde dourada brilhante. Pernas azuis a azul-violetas.